# Marvin Gaye Live!
Marvin Gaye Live! è il diciassettesimo album di Marvin Gaye, uscito nel 1974.

## Tracce
1. Introduction  – 0:34
2. Overture (Gaye)  – 2:21
3. Trouble Man (Gaye)  – 6:39
4. Inner City Blues (Make Me Wanna Holler) (Gaye/Nyx)  – 3:25
5. Distant Lover (Fuqua/Gaye/Greene)  – 6:15
6. Jan (Gaye)  – 3:03
7. Fossil Medley  – 11:36
8. Let's Get It On (Gaye/Townsend)  – 4:45
9. What's Going On (Benson/Clevland/Gaye)  – 4:50